# Електронне видання

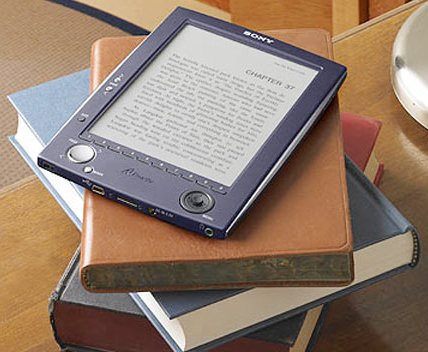

Електро́нне видання́ — електронний документ (група електронних документів), що пройшов редакційно-видавничу обробку, має вихідні відомості та призначений для розповсюдження в незмінному вигляді.
Електронні видання розрізняють по наявності друкованого еквівалента як:
- електронний аналог друкованого видання, що в основному відтворює відповідне друковане видання, зберігаючи розташування на сторінці тексту, ілюстрацій, посилань, приміток тощо;
- самостійне електронне видання, що не має друкованих аналогів.

## Визначення в науці
Українські дослідники І. Антоненко та О. Баркова, описують електронне видання як самостійний (тобто може використовуватися незалежно від виробника, у тому числі через телекомунікаційні мережі), закінчений електронний ресурс, що вміщує електронний документ або групу документів, які пройшли редакційно-виробничу обробку й мають вихідні відомості, призначені для довготривалого зберігання, розповсюдження у незмінному вигляді, усі копії яких відповідають оригіналу.
Детальний перелік критеріїв класифікації подає російський дослідник В. Вуль. Науковець розрізняє електронні видання за періодичністю, колом споживання продукції, цільовим призначенням, способом поширення та форматом. Дослідник розуміє МЕЖ як періодичне загальне мережеве видання, що може існувати у різноманітних форматах (ASCII, HTML. PDF, Flash). Ця кількість характеристик достатня, щоб визначити більшість видів видань. Існують і деталізованіші класифікації, як, наприклад, Е. Могилевської, що пропонує виокремлювати видання за принципом форми функціонування, типом замовника, цільовим призначенням, характером аудиторії, охопленням території, змістово-тематичним спрямуванням, наявністю філіальної мережі, характером основної інформації, формою доступу до інформації. Дослідниця подає цю класифікацію для інтернет-інформагенцій. При спробі накласти матрицю цієї класифікації на сучасні мас-медіа, у тому числі і МЕЖ, стає помітно, що частина цих характеристик не стосується суті видань і ґрунтуються на класифікаціях традиційних ЗМІ. Наприклад, поділ на державні та приватні видання сьогодні неактуальний, оскільки це не відображається на сутності видання. Та якщо і є такі впливи, то теперішні великі корпорації мають схожу поведінкову політику, що й держава. Говорити про характер основної інформації в епоху мультимедіа уже недоцільно, так само, як і про охоплення території, яке в інтернеті означається словом «глобальне».
Якщо говорити про наявні поділи мережевих видань на види на основі характеристик, то ми спостерігаємо, що багато дослідників не розуміє суті мережевої комунікації, намагаючись утиснути багатоманіття наявних видів видань у вигадані класифікації. Наприклад, використання традиційної класифікації для мережевих видань призводить до появи такого виду, як інтернет-газета (його де-факто не існує, оскільки оперативна журналістика з появою гіпертекстового формату відмовилася від періодичності), але де-юре цей вид ще є. Такий підхід характерний для людей, які пишуть про нові медіа, не знаючи, як такі ЗМК працюють зсередини, а тому не розуміючи суті мережевої комунікації.
Протилежним до виокремлення видів видань є номінальний або феноменальний підхід, тобто розроблення класифікації, що базується на власному емпіричному досвіді комунікації в інтернеті. За таким принципом пішов український дослідник О. Коцарев, що вирізняє інтернет-ЗМІ, корпоративні сайти, персональні сайти, рекламні сайти, інтернет-магазини, довідкові сайти, інтернет-збірні, сайти-твори, інтернет-спільноти, портали. Одразу впадає в очі те, що дослідник аналізує лише сайти — видання гіпертекстової мережі, забуваючи, що інтернет складається з багатьох мереж, які також містять видання. У класифікації такі присутні незрозумілі нам види, як сайти-твори та інтернет-збірні. Складно з'ясувати, чи є видова відмінність між інтернет-магазином і рекламним сайтом та наскільки доцільним є запропоноване розрізнення.
Л. Городенко, проаналізувавши різні класифікації, робить висновок, що поділ повинен здійснюватися відповідно до технічних, змістових і концептуальних ознак. Вихід традиційного ЗМІ в інтернет — це створення нового мас-медіа, тому питання мережевих клонів друкованих видань не є актуальним для типологізації. Дослідниця подає власну класифікацію: соціальні мережі, мережеві медіа, інформаційні пошукові ресурси, розважальні ресурси, технології комунікації.  

## Історія електронних видань
Історія електронних видань починається з появи перших електронних періодичних дайджестів та журналів у США у 1980-х роках, коли медіа стали опановувати новий цифровий формат.

## Види електронних видань

### За природою основної інформації
За природою основної інформації електронне видання подається як:
- текстове (символьне) електронне видання або електронна книга — електронне видання, що містить переважно текстову інформацію, представлену у формі, що допускає посимвольне оброблення,
- образотворче електронне видання — електронне видання, що містить переважно електронні зразки об'єктів, що розглядаються як цілісні графічні сутності, представлені у формі, що допускає перегляд і друковане відтворення, але не допускає посимвольної обробки (до образотворчих видань відносяться факсиміле, а також тексти у форматах, які не допускають посимвольного оброблення)
- звукове електронне видання- електронне видання, що містить цифрове представлення звукової інформації у формі, що допускає її прослуховування, але не призначеної для друкованого відтворення;
- програмний продукт — самостійний, відчужуваний твір, що є публікацією тексту програми або програм мовою програмування або у вигляді коду, що виконується;
- мультимедійне електронне видання — електронне видання, в якому інформація різної природи присутня рівноправно і взаємопов'язано для вирішення визначених розробником завдань, причому цей взаємозв'язок забезпечений відповідними програмними засобами.

### За цільовим призначенням
За цільовим призначенням електронні видання поділяються на:
- офіційне електронне видання — електронне видання, що публікується від імені державних органів, установ, відомств або громадських організацій, яке містить матеріали нормативного чи директивного характеру;
- наукове електронне видання — електронне видання, що містить відомості про теоретичні та (або) експериментальні дослідження, а також науково підготовлені до публікації пам'ятки культури та історичні документи;
- науково-популярне електронне видання — електронне видання, що містить відомості про теоретичні і (або) експериментальні дослідження в галузі науки, культури і техніки, викладені у формі, доступній читачу -нефахівцю;
- виробничо-практичне електронне видання — електронне видання, що містить відомості з технології, техніки та організації виробництва, а також інших галузей суспільної практики, розраховане на фахівців різної кваліфікації;
- електронне навчальне видання — електронне видання, що містить систематизовані відомості наукового або прикладного характеру, викладені у формі, що є зручною для вивчення та викладання, і розраховане на учнів різних за віком та ступенем підготовки (наприклад, електронний засіб навчання, електронний підручник тощо);
- суспільно-політичне електронне видання — електронне видання, що містить твір на суспільно-політичну тематику, агітаційно-пропагандистського характеру і призначене для широкого кола читачів;
- довідкове електронне видання — електронне видання, що містить короткі відомості наукового і прикладного характеру, що розташовані у порядку, зручному для їх швидкого пошуку та не призначене для суцільного читання;
- електронне видання для дозвілля — електронне видання, що містить загальнодоступні відомості з організації побуту, різноманітних форм самодіяльної творчості, різних форм захоплень, комп'ютерні ігри;
- рекламне електронне видання — електронне видання, що містить викладені у привабливій формі відомості про вироби, послуги, заходи з метою створення попиту на них;
- літературно-художнє електронне видання — електронне видання, що містить твори художньої літератури, образотворчого мистецтва, театральної, естрадної і циркової творчості, твори кіно, музейну та іншу інформацію, що належить до сфери культури та не є змістом наукових досліджень.

### За технологією поширення
За технологією поширення і використання електронні видання класифікуються як:
- локальне електронне видання — електронне видання, призначене для локального використання і випускається у вигляді певної кількості ідентичних примірників (тиражу) на мобільних електронних носіях;
- мережне електронне видання — електронне видання, що є доступним потенційно необмеженому колу користувачів через телекомунікаційні мережі;
- електронне видання комбінованого поширення — електронне видання, що може використовуватись як локальне так і мережне.

### За характером взаємодії користувача і електронного видання
За характером взаємодії користувача і електронного видання
- детерміноване електронне видання — електронне видання, параметри, зміст і спосіб взаємодії з яким визначені видавцем і не можуть змінюватись користувачем;
- недетерміноване (інтерактивне) електронне видання — електронне видання, параметри, зміст і спосіб взаємодії з яким прямо чи опосередковано встановлюються користувачем згідно з його інтересами, метою, рівнем підготовки тощо на основі інформації і за допомогою алгоритмів, визначених видавцем.

### За періодичністю
За періодичністю електронне видання може бути як:
- неперіодичне електронне видання — електронне видання, яке випускається одноразово, що не має продовження;
- періодичне електронне видання — електронне видання, що виходить через певні проміжки часу, постійним для кожного року числом номерів (випусків), що не повторюваними за змістом, однотипно оформленими нумерованими і (або) датованими випусками, що мають однаковий заголовок;
- продовжуване електронне видання — електронне видання, що виходить через невизначені проміжки часу, у міру накопичення матеріалу, що не повторюваними за змістом, однотипно оформленими нумерованими і (або) датованими випусками, що мають загальну назву;
- оновлюване електронне видання — електронне видання, що виходить через певні або невизначені проміжки часу у вигляді нумерованих або датованих випусків, що мають однакове назва і частково повторюється зміст. Кожен випуск містить у собі актуальну інформацію і повністю замінює попередній.

## Титульний екран
Титульний екран — один із перших екранів електронного видання (або спеціальній системний екран), що містить вихідні відомості електронного видання.
Основними елементами вихідних відомостей електронного видання є:
- надзаголовкові дані;
- відомості про серію та організацію, від імені чи за участю якої створено видання;
- відомості про автора (авторів) та інших осіб, які брали участь у створенні електронного видання ім'я автора (авторів), імена інших осіб, які брали участь у створенні електронного видання (укладача, перекладача, художника-ілюстратора тощо);
- назва;
- підзаголовкові дані залежно від виду електронного видання зазначають:
  - відомості, що пояснюють чи доповнюють назву;
  - вид видання за характером інформації — згідно з ДСТУ 3017[7];
  - періодичність;
  - кількість томів багатотомного видання;;
  - порядковий номер тому (частини, номера, випуску);
  - період оновлення та дату останнього оновлення (в оновлюваному електронному виданні);
  - вид електронного носія;
  - відомості про основне видання в окремо виданому додатку
- вихідні дані;
- випускні дані залежно від виду електронного видання містять такі відомості:
  - види й кількість електронних носіїв та комплектність електронного видання;
  - обсяг даних у мегабайтах (Мб);
  - тривалість звукових і відеофрагментів у хвилинах;
  - тираж;
  - найменування (ім'я), місцезнаходження й електронну адресу, телефон (факс) видавця, а також редакції (в періодичному та продовжуваному виданнях);
  - найменування (ім'я), місцезнаходження й електронну адресу, телефон (факс) виготовлювача тиражу електронного видання;
  - серію, номер і дату видачі Свідоцтва про внесення видавця й виготовлювача електронного видання до Державного реєстру суб'єктів видавничої справи (в неперіодичному електронному виданні);
- класифікаційні індекси (УДК, ББК) й авторський знак;
- вид видання за цільовим призначенням за ДСТУ 3017[7];
- міжнародні стандартні номери: Міжнародний стандартний номер книги — ISBN, Міжнародний стандартний номер нотних видань — ISMN, Міжнародний стандартний номер серіальних видань — ISSN;
- бібліографічний опис — за ДСТУ ГОСТ 7.1[8] та ДСТУ ГОСТ 7.80[9];
- анотація за ДСТУ ГОСТ 7.9[10];
- знак охорони авторського права (©).

Примітка.
Надзаголовкові дані (відомості про серію та організацію, від імені чи за участю якої створено видання), ім'я автора (авторів), імена інших осіб, які брали участь у створенні електронного видання (укладача, перекладача, художника-ілюстратора тощо), назву, вихідні дані, УДК, ББК й авторський знак, ISBN, ISMN, ISSN та знак охорони авторського права в електронному виданні подають за формою, визначеною в ДСТУ 4861.